# Chrome (Band)
Chrome ist eine amerikanische Band aus San Francisco, die hauptsächlich aus den zwei Musikern Helios Creed und Damon Edge bestand. Die Musik der Band entwickelte sich von experimenteller Musik über Psychedelic Rock bis zur, zeitweise tanzbaren, elektronischen Musik. Nach der Trennung von Helios Creed im Jahr 1983 stellte Damon Edge eine komplett neue Band in Europa zusammen. Nach dem Tod von Damon Edge im Sommer 1995 veröffentlichte Helios Creed wieder Material unter dem Namen Chrome. Half Machine Lip Moves aus dem Jahr 1979 wurde in die Wire-Liste The Wire’s „100 Records That Set the World on Fire (While No One Was Listening)“ aufgenommen.

## Diskografie
- 1976: The Visitation
- 1978: Alien Soundtracks
- 1979: Half Machine Lip Moves
- 1979: Subterranean Modern (Various Artists)
- 1979: Read Only Memory (Mini-Album)
- 1980: New Age (7" Single)
- 1980: Red Exposure
- 1981: Inworlds (12" Single)
- 1981: Blood on the Moon
- 1982: Firebomb (7" Single)
- 1982: 3rd from the Sun
- 1982: Anorexic Sacrifice (7" Single)
- 1982: No Humans Allowed
- 1982: Chrome Box (6 Album Set)
- 1982: The Chronicles I
- 1982: The Chronicles II
- 1983: Raining Milk
- 1984: Into the Eyes of the Zombie King
- 1985: The Lyon Concert
- 1985: Another World
- 1986: Eternity
- 1986: Dossiers (Various Artists)
- 1986: Dreaming in Sequence
- 1987: Live in Germany
- 1988: Alien Soundtracks II
- 1990: Mission of the Entranced
- 1990: Liquid Forest
- 1991: One Million Eyes
- 1994: The Clairaudient Syndrome
- 1995: Having a wonderful time in the juice dome (Kompilation)
- 1996: Third Seed From the Bud (10" Single)
- 1997: Torque Pound (7" Split-Single)
- 1997: Retro Transmission
- 1998: Tidal Forces
- 1999: Chrome Flashback / Chrome Live
- 2002: Ghost Machine
- 2002: Angel of the Clouds (featuring Damon Edge und Helios Creed)
- 2013: Half Machine from the Sun: Lost Tracks ’79-’80 (featuring Damon Edge und Helios Creed)
- 2014: Feel It Like a Scientist